# Angola Avante!
Angola Avante! (¡Angola, adelante! en español) es el himno nacional de Angola. Fue escrito por Manuel Rui Alves Monteiro y musicalizado por Rui Alberto Vieira Dias Mingas.
Fue adoptado en 1975, tras la independencia de Angola de Portugal.

## Letra
| Portugués | Español |
| --- | --- |
| Ó Pátria, nunca mais esqueceremos Os heróis do quatro de Fevereiro. Ó Pátria, nós saudamos os teus filhos Tombados pela nossa Independência. Honramos o passado e a nossa História, Construindo no Trabalho o Homem novo, (bis) CORO Angola, avante! Revolução, pelo Poder Popular! Pátria Unida, Liberdade, Um só povo, uma só Nação! (bis) Levantemos nossas vozes libertadas Para glória dos povos africanos. Marchemos, combatentes angolanos, Solidários com os povos oprimidos. Orgulhosos lutaremos Pela Paz Com as forças progressistas do mundo. (bis dos últimas líneas) CORO | Oh Patria, nunca más olvidaremos A los héroes del Cuatro de Febrero. Oh Patria, saludamos a tus hijos Caídos por nuestra independencia. Honramos nuestro pasado y nuestra historia Construyendo en el trabajo al hombre nuevo. (bis dos últimas líneas) CORO ¡Angola, adelante! ¡Revolución, por el poder popular! Patria unida, libertad, ¡Un solo pueblo, una sola nación! (bis) Levantemos nuestras voces liberadas Para gloria de los pueblos africanos. Marchemos, combatientes angoleños, Solidarios con los pueblos oprimidos. Orgullosos lucharemos por la Paz Con las fuerzas progresistas del mundo. (bis dos últimas líneas) CORO |

- Datos: Q227866